# Sonnen- und Löwenorden

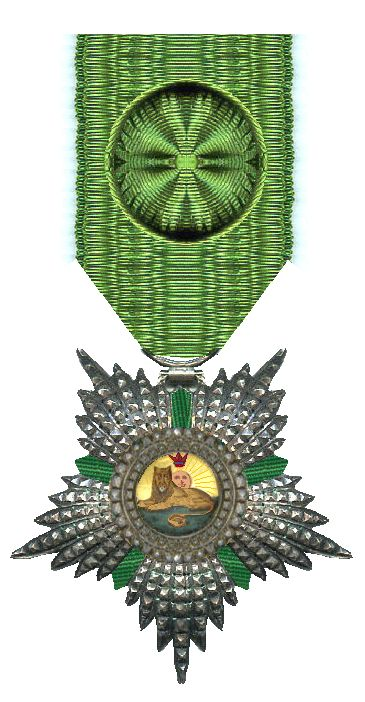
Sonnen- und Löwenorden, Offizierskreuz, Ausführung für Ausländer

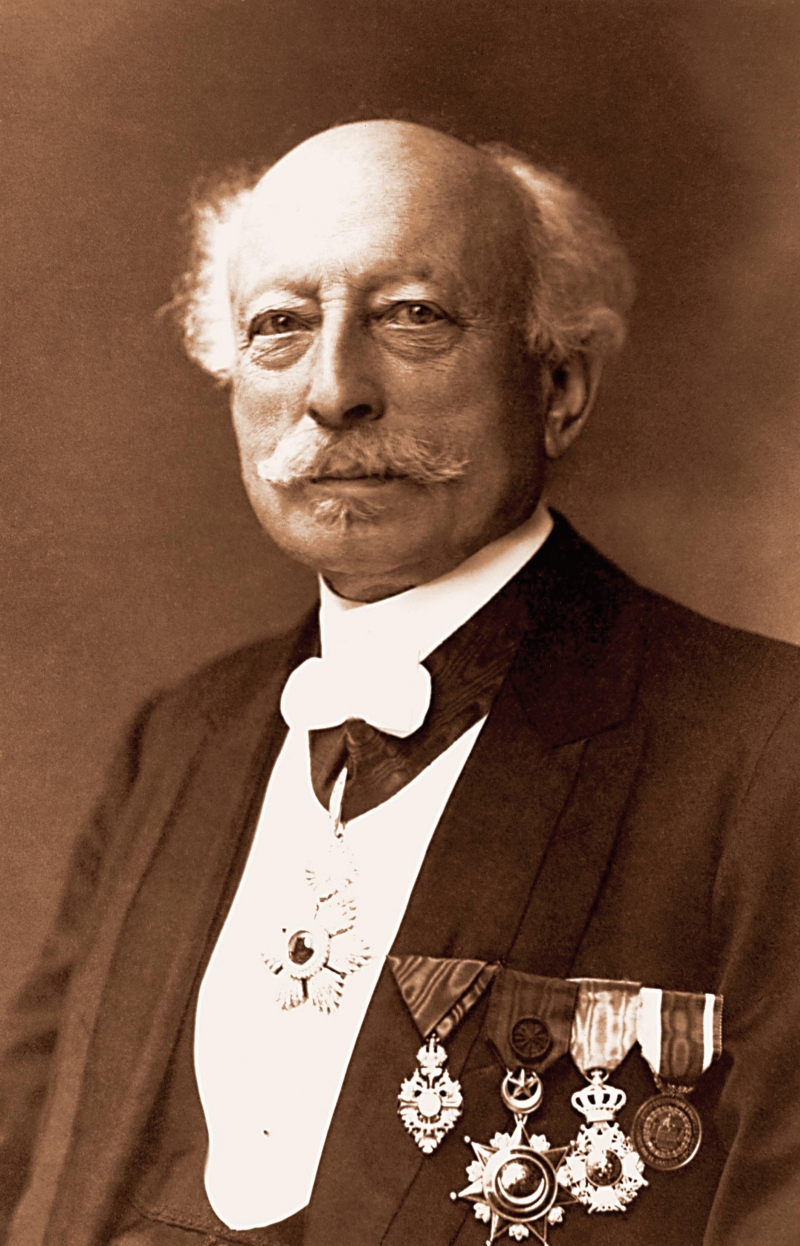
Ludwig Moser mit dem Halsorden der III. Klasse (nach 1908)

Der Kaiserliche Sonnen- und Löwenorden wurde 1808 von Fath Ali Schah von Persien unter dem Namen Neshan-e-Schir-o-Khorschid als Militär- und Zivilorden zu Ehren ausländischer Vertreter gestiftet (und später auf Perser ausgedehnt), die eine außergewöhnliche Leistung für Persien erbracht hatten. 1925 wurde unter der Pahlavi-Dynastie die Auszeichnung unter dem Namen Homayoun-Orden (Temssaal-e Homaayooni, „Bildnis des Kaisers/Schahs“) mit neuen Insignien fortgeführt, jedoch weiterhin basierend auf dem Löwe und Sonne-Motiv, das die persischen Herrscher seit Jahrhunderten einsetzten.

## Klassen
Der Orden wurde zunächst in zwei Klassen eingerichtet, später auf fünf sowie eine Verdienstmedaille in vier Stufen erweitert.
- Großkreuz
- Großoffizier
- Kommandeur
- Offizier
- Ritter
- goldene Verdienstmedaille mit Email
- goldene Verdienstmedaille
- silberne Verdienstmedaille
- bronzene Verdienstmedaille

## Ordensdekoration
Ein silberner Strahlenstern, in dessen Mitte ein rundes Medaillon mit einem farbig emaillierten Löwen vor einer aufgehenden Sonne.
In den höchsten Klassen ist der Stern mit Diamanten besetzt. Er hat auch unterschiedliche Strahlenanzahlen. Acht Strahlen für die I. Klasse, sieben für die II. und sechs für die III. Klasse. Offiziere und Ritter trugen einen fünfstrahligen Stern. Die wesentliche Unterscheidung ist im Medaillon. Für Staatsangehörige war der Löwe stehend und Schwert haltend, während für Ausländer der Löwe liegend dargestellt ist. 

## Ordensband und Trageweise
Das Ordensband für Mitglieder des Hofes ist blau, ansonsten rot oder weiß und für Ausländer grün.
Die I. Klasse trug über der Schulter eine Schärpe mit dem Bruststern, die II. Klasse im Knopfloch und zusätzlich mit auf der Brust gelegten Ordensstern. Die III. Klasse als Halsorden und die letzten beiden Klassen am Band auf der linken Brustseite. Das Band der IV. Klasse bildet eine Rosette. 